# Change de look
Pour les articles homonymes, voir Look.
Change de look est une émission hebdomadaire présentée par Émilie Albertini qui donne des conseils sur la manière de changer son look, par l'intermédiaire de différentes astuces comme des conseils vestimentaires (sans se ruiner), des conseils au niveau du maquillage et de la coiffure. L'émission est diffusée de septembre 2007 à juin 2009, le samedi vers midi, sur M6.
Elle est produite par la société Link production.

## Déroulement
Tandis qu'Émilie donne ses conseils, des personnes sont relookées, notamment par :
- Mac Comestiques[1] pour le maquillage
- Coiff1rst[2] pour la coiffure
- Morgan[3], H&M[4], Zara[5], Kiabi'[6] et Chaussures André[7] pour les vêtements.